# Robert Renoncé
Robert Renoncé, né le 6 août 1912 à Romilly-sur-Aigre (Eure-et-Loir) et mort le 13 décembre 1991 à Nantes (Loire-Atlantique),, est un coureur cycliste français. Il évolue au niveau professionnel entre 1935 et 1946.

## Biographie
En 1937 et 1939, il a couru pour l'Équipe cycliste Helyett.

## Palmarès
- 1933
  - 2e de Paris-Ézy
  - 2e de Paris-Gien
- 1934
  -  Champion de France militaires
  - 2e du championnat de France amateurs
- 1935
  - 3e de Paris-Hénin Liétard
  - 3e de Paris-Verdun
- 1936
  - Paris-L'Aigle
  - 2e du Tour de l'Oise
  - 2e de Trouville-Paris
- 1945
  - 5e de Paris-Tours
  - 7e de Paris-Roubaix
- 1947
  - Tour d'Autriche
  - Paris-Roubaix travailliste
  - 2e du Grand Prix cycliste de L'Humanité
- 1948
  - Paris-Lens
  - Paris-Auxerre
  - 3e du Tour de Lorraine
- 1952
  - Grand Prix cycliste de L'Humanité

## Résultats sur le Tour de France
1 participation
- 1935 : abandon à la 9e étape[3]